# Basse Galilée

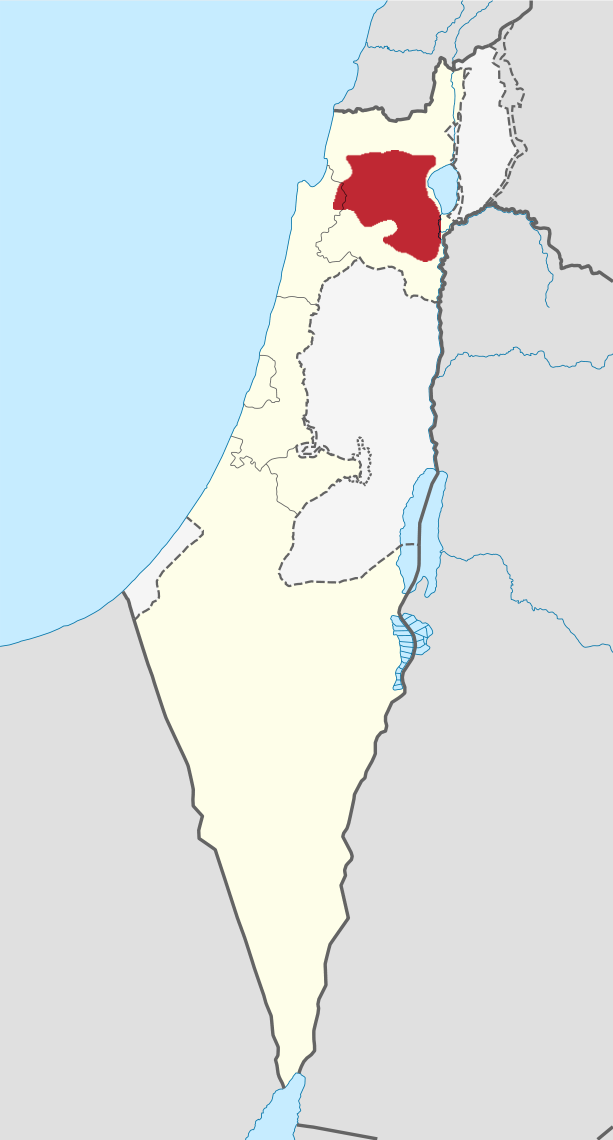
Situation de la région de Basse Galilée en Israël

La Basse Galilée (en hébreu : הגליל התחתון, HaGalil HaTaḥton) est une région du district nord d'Israël. La Basse Galilée est bordée au sud par la vallée de Jezreel ; la Haute Galilée au nord, dont elle est séparée par la vallée de Beit HaKerem ; la vallée du rift du Jourdain et le lac de Tibériade à l'est ; et à l'ouest par un segment de la plaine côtière connue sous le nom de vallée de Zébulon (Zvulun), qui s'étend entre le Mont Carmel et Acre. La Basse Galilée est la partie méridionale de la Galilée. À l'époque de Flavius Josèphe, elle était définie comme la région s'étendant de Xaloth (Iksal) à Bersabe, et de Cabul à Tibériade,. On la qualifie de "Basse" car elle est moins montagneuse que la Haute Galilée. Les sommets de la basse Galilée s'élèvent à 500 m d'altitude. Les plus hauts sommets sont le mont Kamon (598 m) dans le nord de la basse Galilée et le mont Thabor (588 m) dans la partie sud.

## Géographie
La Basse Galilée est composée de trois régions qui diffèrent par leur structure géologique :
- la basse Galilée occidentale ;
- la basse Galilée centrale ;
- les hautes régions de la basse Galilée orientale.

La Basse Galilée centrale comporte des chaînes de montagnes basses orientées selon un axe est - ouest, séparées par plusieurs vallées ; au sud de la vallée de Beit Kerem (Šagor) se trouvent la chaîne de montagnes de Shagor, puis la vallée de Sakhnin, la chaîne de Yodfat, la vallée de Beit Netofa, la vallée et la chaîne de Tur'an, la chaîne de Nazareth et la vallée de Ksulot. Dans la partie occidentale de la Basse Galilée, il y a plusieurs collines basses (200 à 300 mètres) couvertes de forêts de chênes. La région centrale de la Basse-Galilée est plus montagneuse et la région orientale de la Basse-Galilée se transforme en montagne de basalte plate atteignant les 300 mètres d'altitude qui s’étend du nord-est au sud-ouest.
Bien que le paysage de la Basse Galilée soit moins spectaculaire que celui de la Haute Galilée, il est plus vert, plus paisible et calme. La Basse Galilée est aussi plus accessible pour la majorité des Israéliens (elle est située à moins de 2 heures de route de la région de Tel Aviv). Une grande partie des productions fermières du pays en proviennent, en particulier de la vallée de Jezreel et de la vallée de Beit She'an .

## Pédologie
Le sol de la Basse-Galile comprend principalement les éléments suivants :
- Calcaire - les terres de la région centrale de la Basse Galilée sont principalement constituées de calcaire, résultant de l'accumulation de coquillages et de squelettes d'animaux marins déposés sur les fonds marins .
- Terra Rossa - la région de la Basse Galilée compte également de nombreuses zones composées de ce type de sol contenant de grandes quantités de minéraux. La Terra Rossa est à la base du développement des forêts de Galilée, car elle contient une grande quantité de minéraux nécessaires à la croissance des arbres.
- Basalte - les terres de la partie orientale de la basse Galilée (la zone proche des hauteurs du Golan) sont principalement constituées de basalte, un type de roche qui a pour origine le magma en fusion provenant des volcans, qui a ensuite refroidi. Les zones basaltiques comprennent également un sol très fertile .

## Ressources hydriques
Jusqu'en 1932, les localités de l'est de la Basse-Galilée tiraient exclusivement leur approvisionnement en eau des sources se trouvant à proximité des villages, ce qui était juste suffisant aux usages domestiques. Il n'était donc pas possible de pratiquer l'agriculture irriguée en basse-Galilée à l'époque. En 1932, un premier forage est effectué dans la vallée de Yavnéel, qui a fourni de l'eau d'irrigation à Yavnéel. En 1942, une canalisation d’eau menant du lac de Tibériade au village est construite, ce qui a pour effet d’étendre la superficie de ses terres agricoles. Au cours de la première décennie d'existence de l'État d'Israël, les villages de la Basse Galilée ont été impliqués dans une lutte constante avec le gouvernement, demandant que celui-ci résolve leurs problèmes d'eau. Après des campagnes de forages de puits menées sans succès au cours de ces années, des canalisations d’eau ont été posées à partir du Lac de Tibériade vers tous les villages de la basse Galilée.

## Galerie

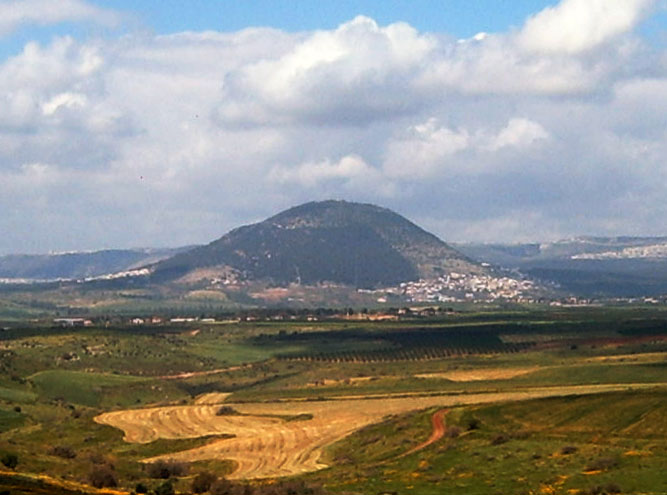
Mont Thabor
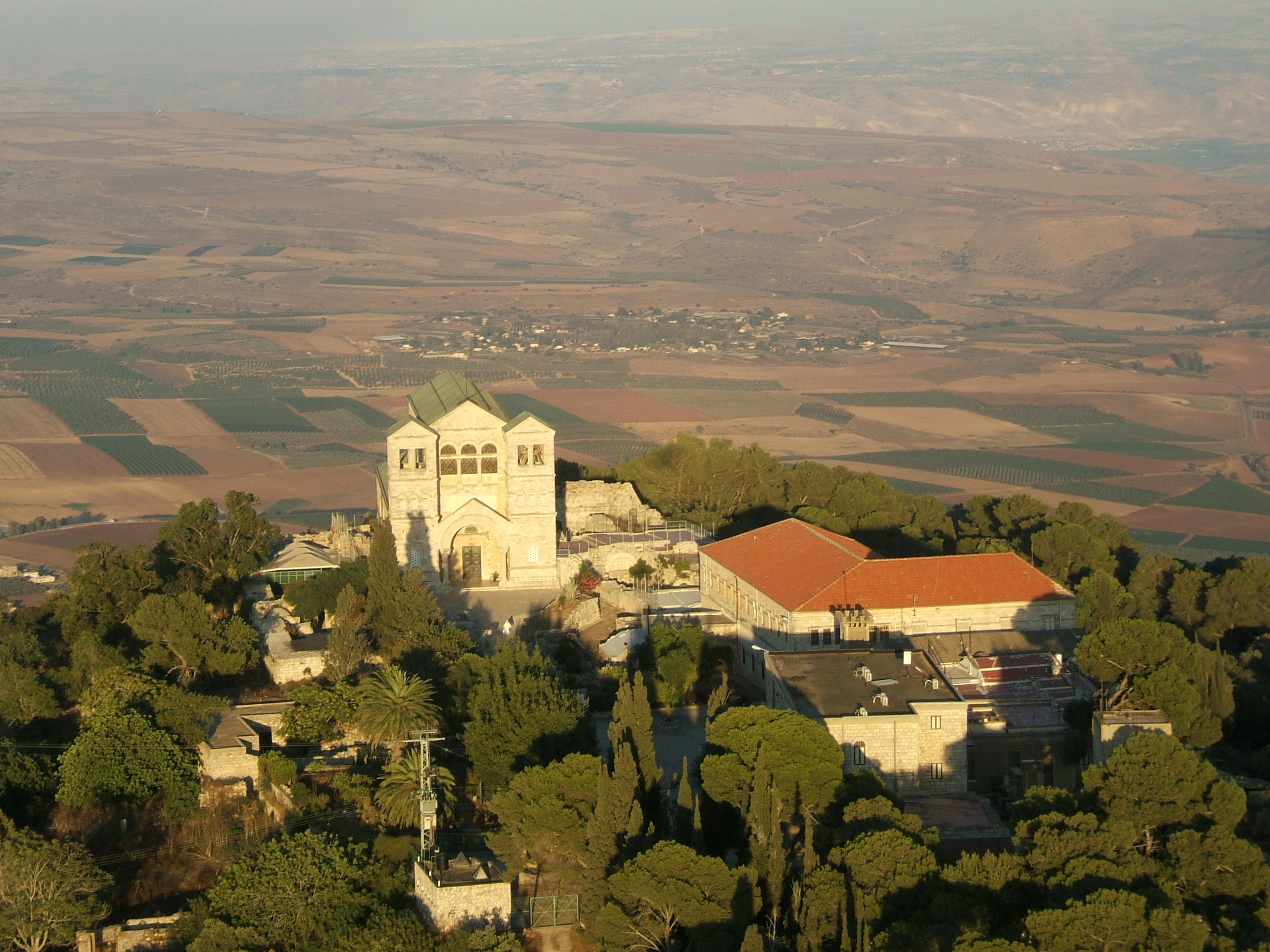
Basilique de la Transfiguration
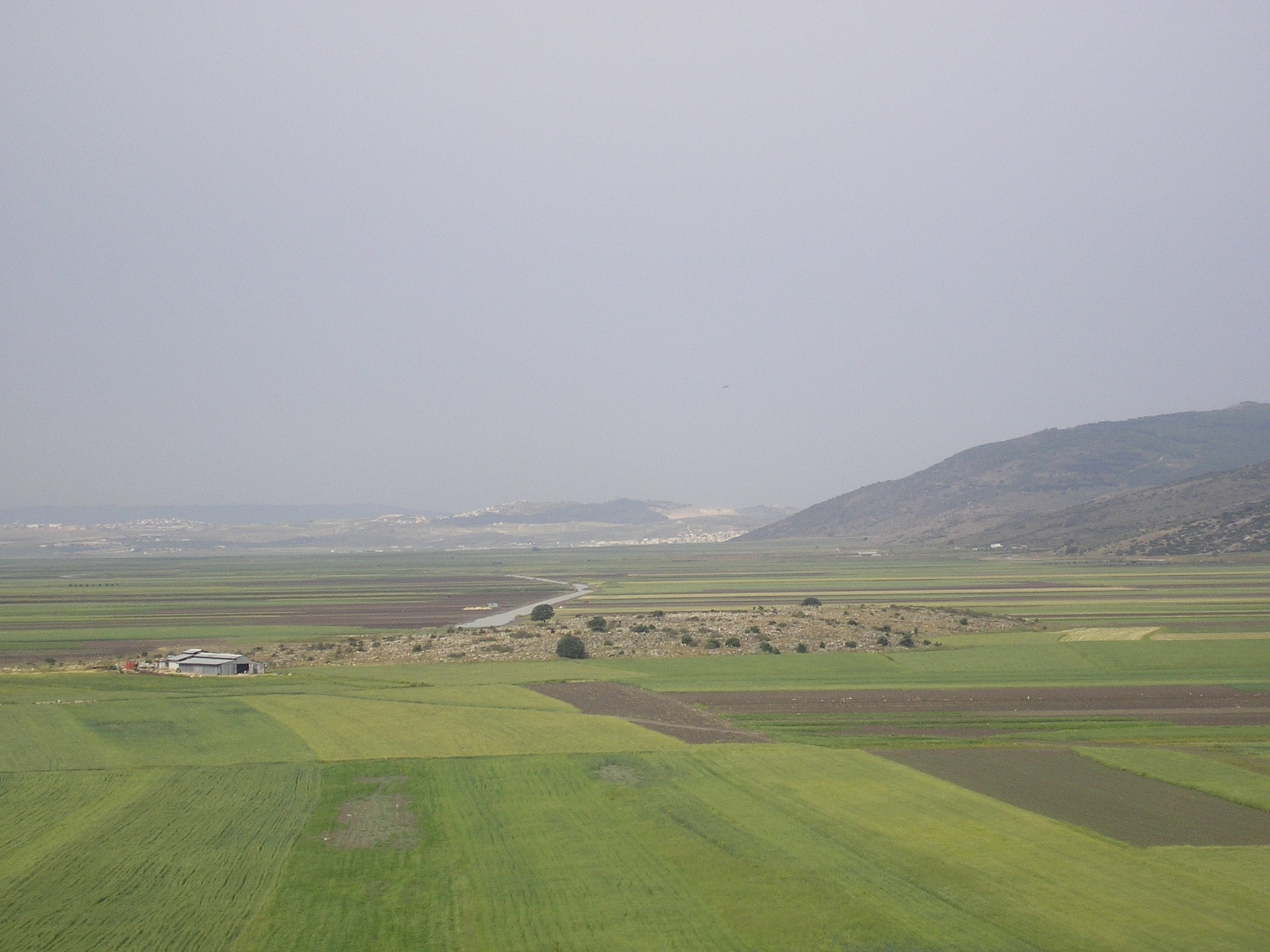
Vallée de Beit Netofa
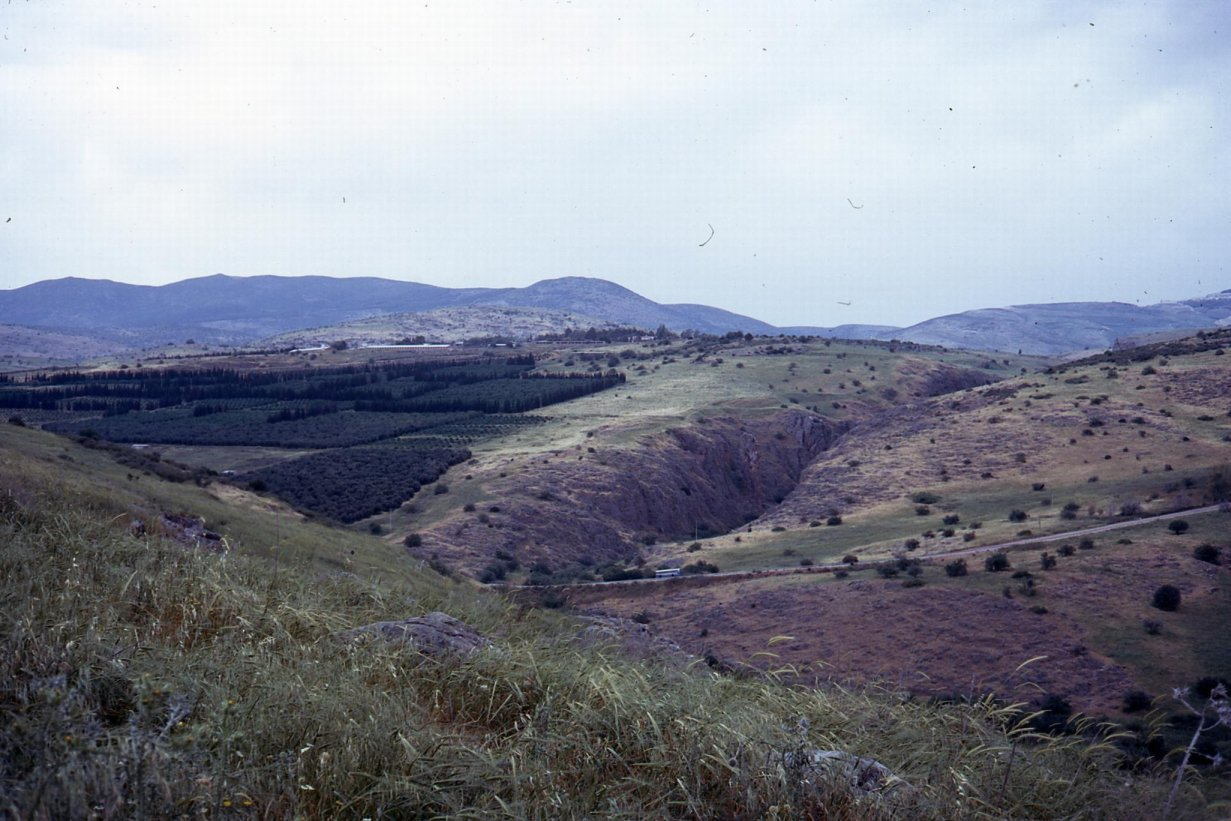
Nahal Amud
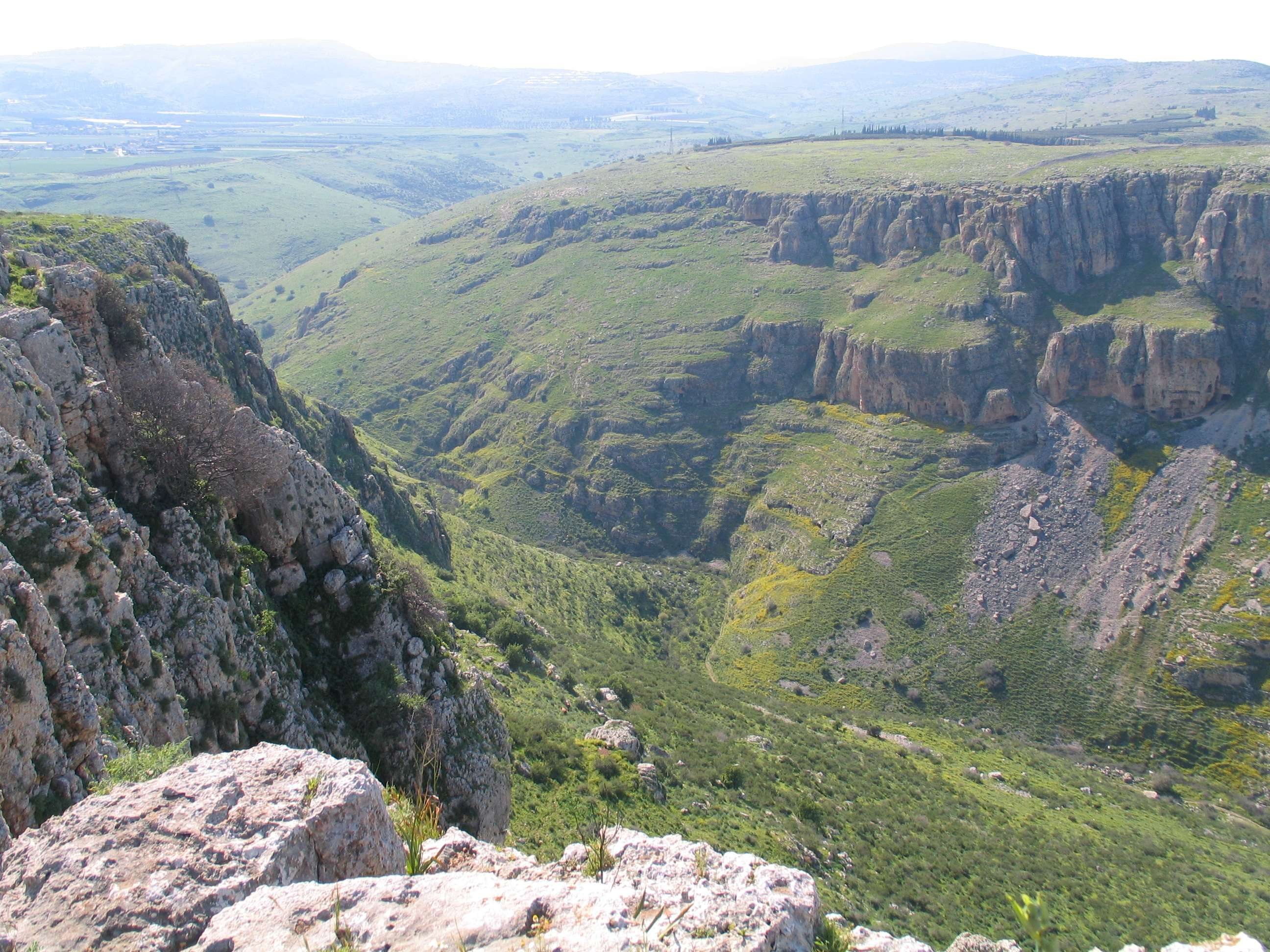
Mont Arbel
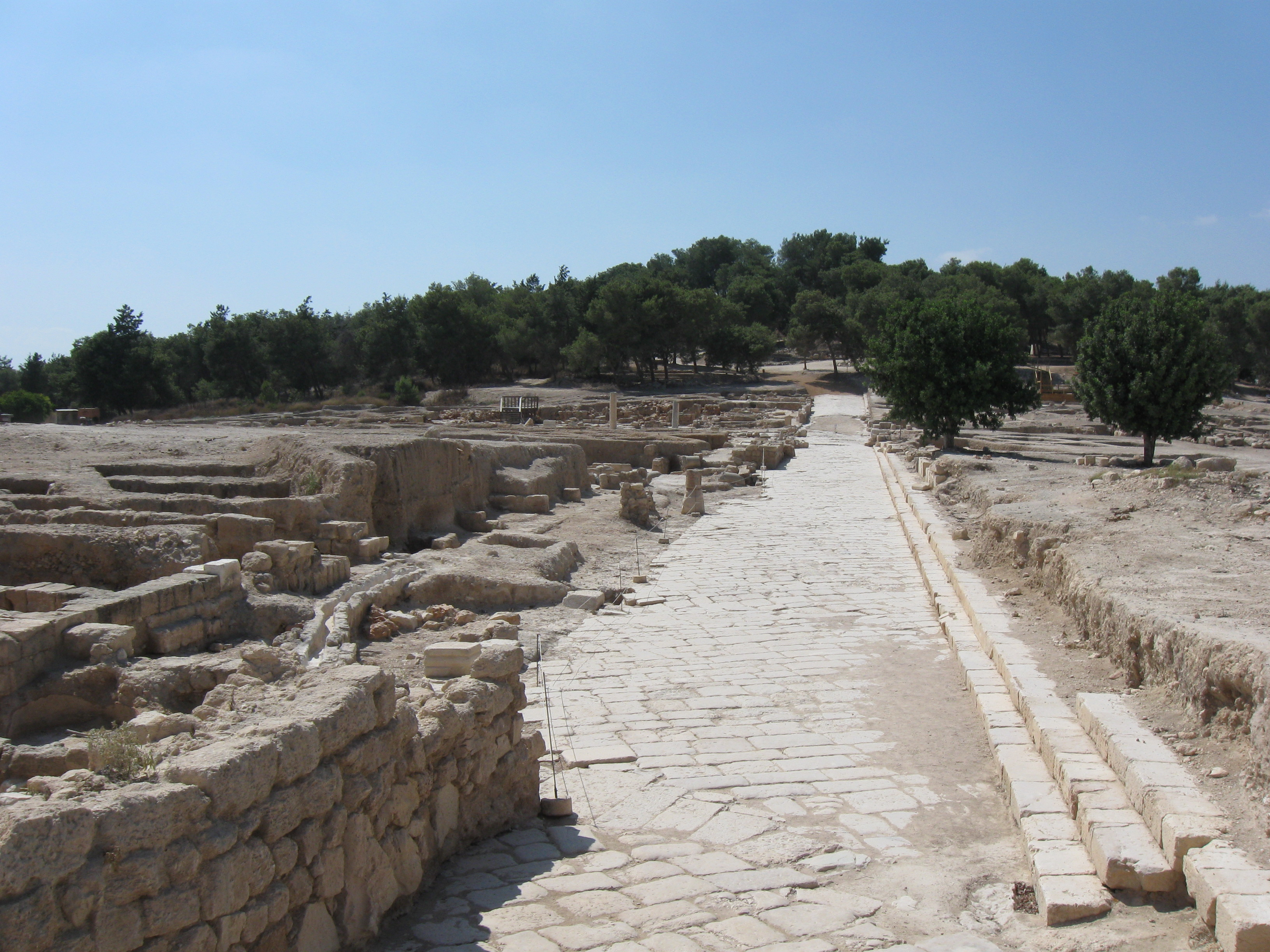
Ruines de Sepphoris
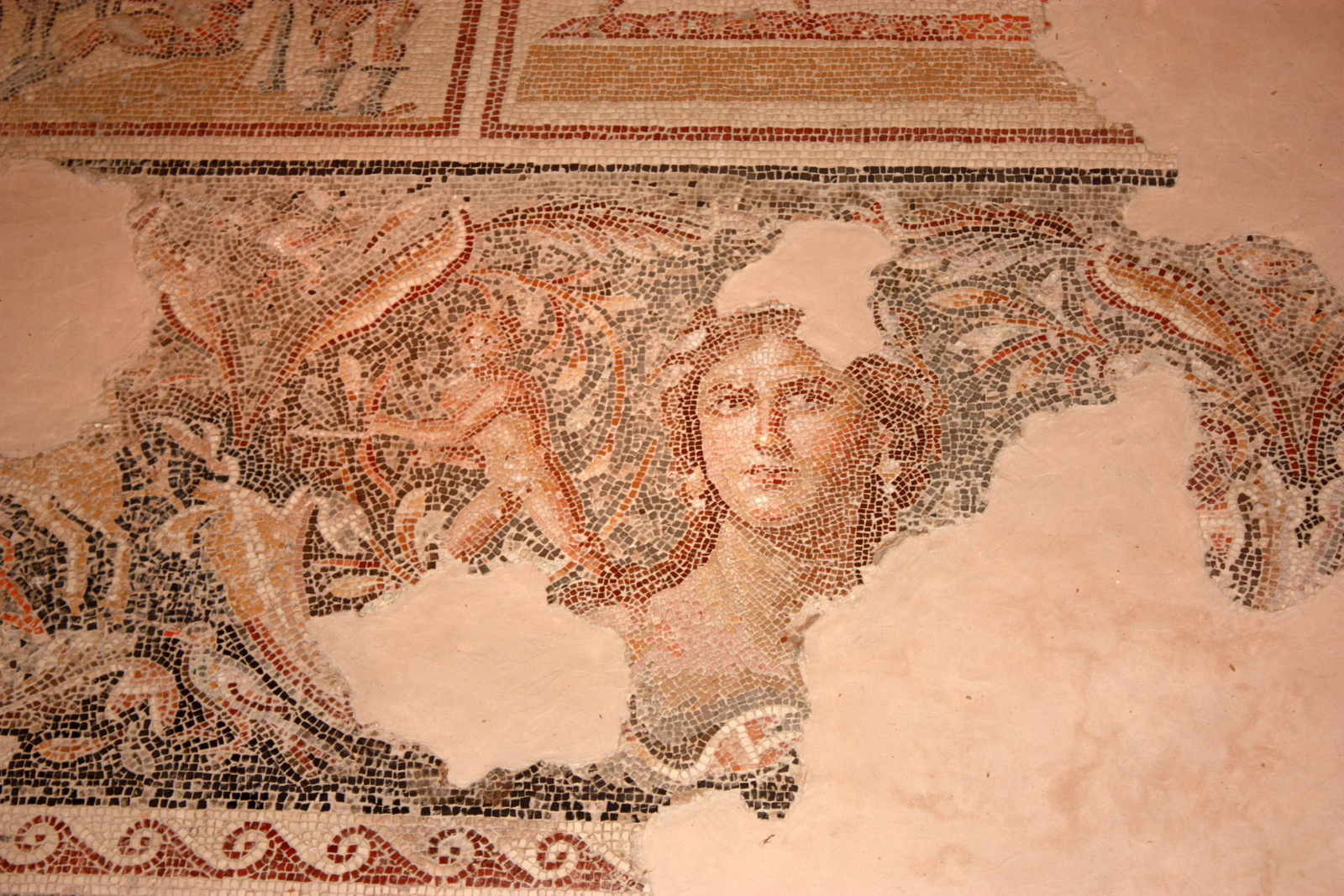
Mosaïque à Sepphoris
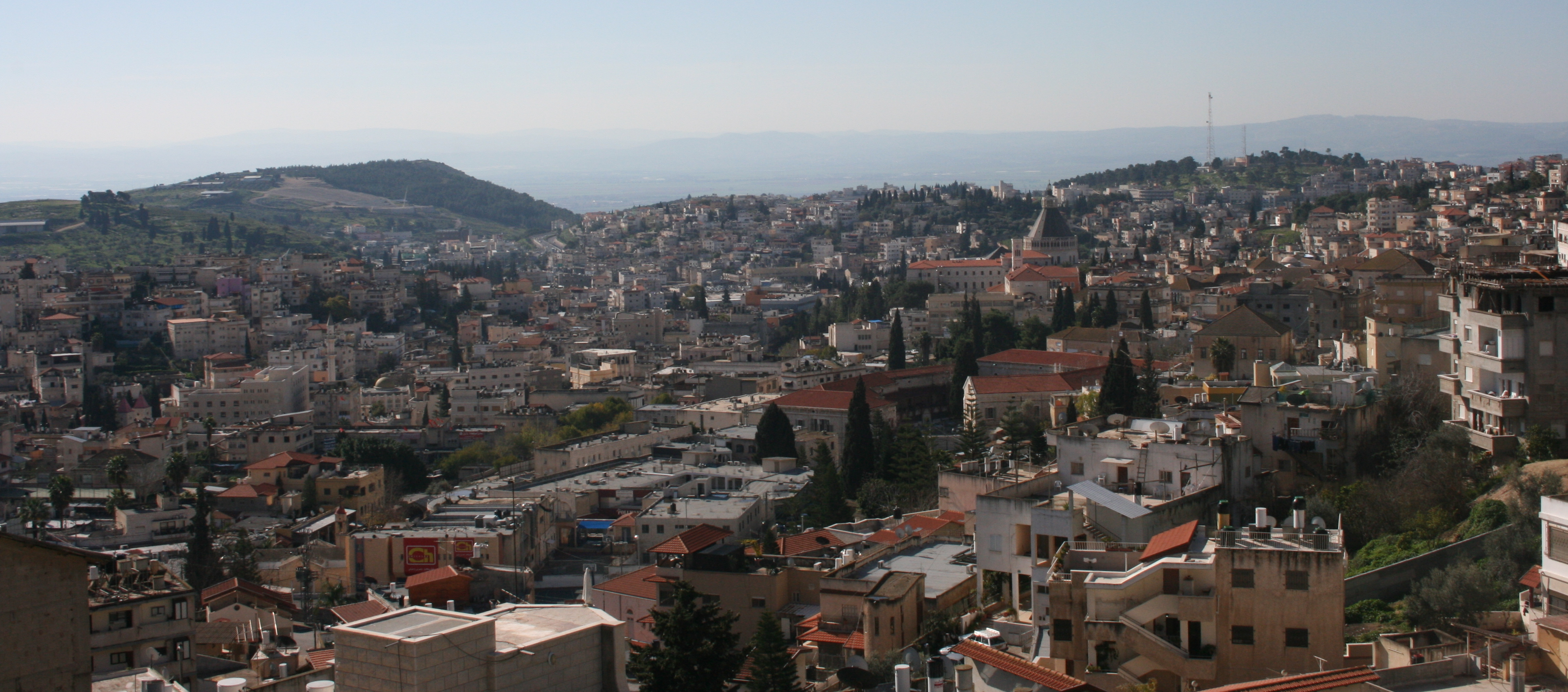
Nazareth